# Puerto Lápice
Puerto Lápice è un comune spagnolo di 955 abitanti situato nella comunità autonoma di Castiglia-La Mancia.